# Parfumerie Kerkoff
Kerkoff est un parfumeur français. Entreprise créée à Colombes en 1920, elle eut un magasin au 63 avenue des Champs-Élysées à Paris.

## Historique
Jean Darthiailh fut en premier lieu marchand de cheveux puis il ouvre le magasin de Parfumerie des Czars, des châtelaines et des souverains à Bois-Colombes, rue Chanzy. Une entreprise de six cents mètres carrés produisait alors des eaux spiritueuses parfumées, poudre de riz et pommades.

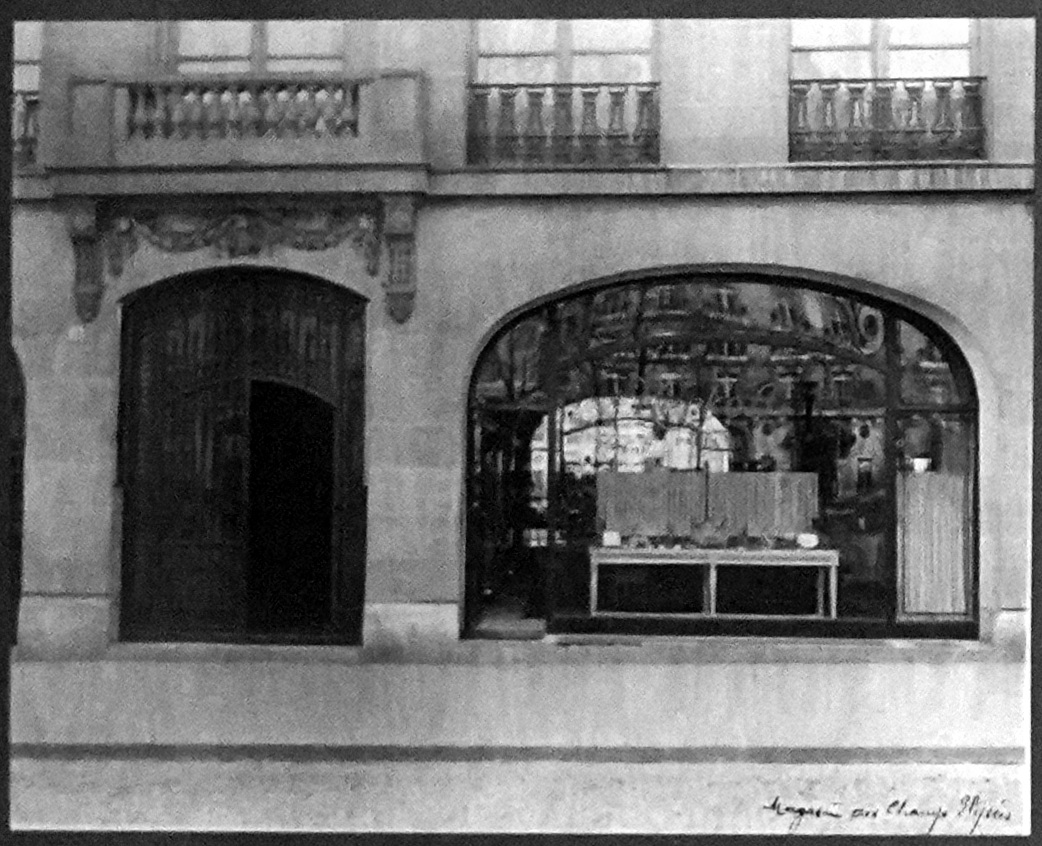
Magasin parisien du 63 avenue des Champs-Élysées.

Avec la venue du tsar en France, rapidement le nom évolue en Kerkoff. En 1920, l'usine se déplace à Colombes dans l'actuel lycée Claude-Garamont. Georges et Jeanne Darthiailh se marient aux États-Unis et l'entreprise exporte beaucoup en vendant aussi avenue des Champs-Élysées.

## Produits
- Djer-Kiss

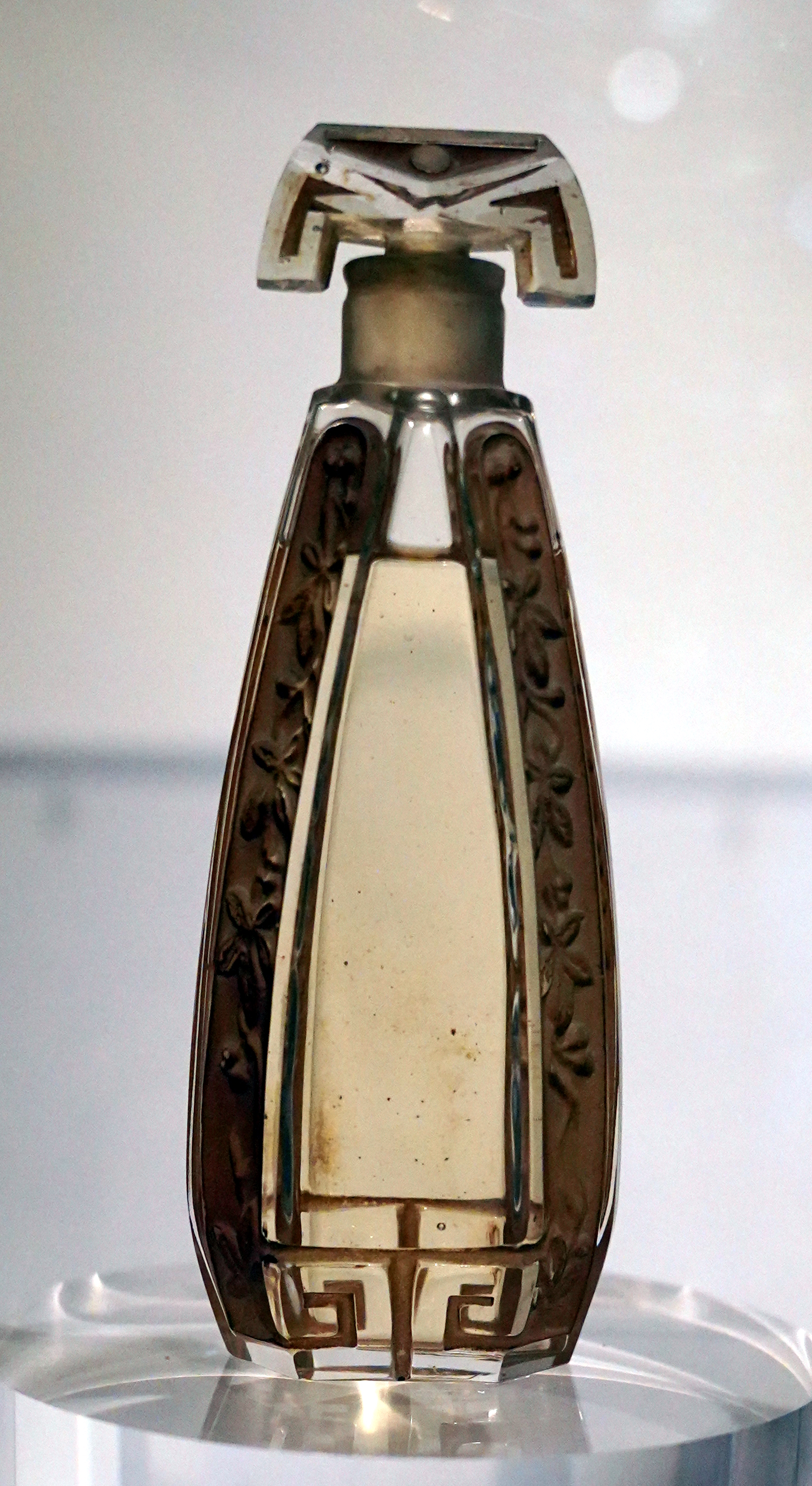
Magrane et Dregrez.
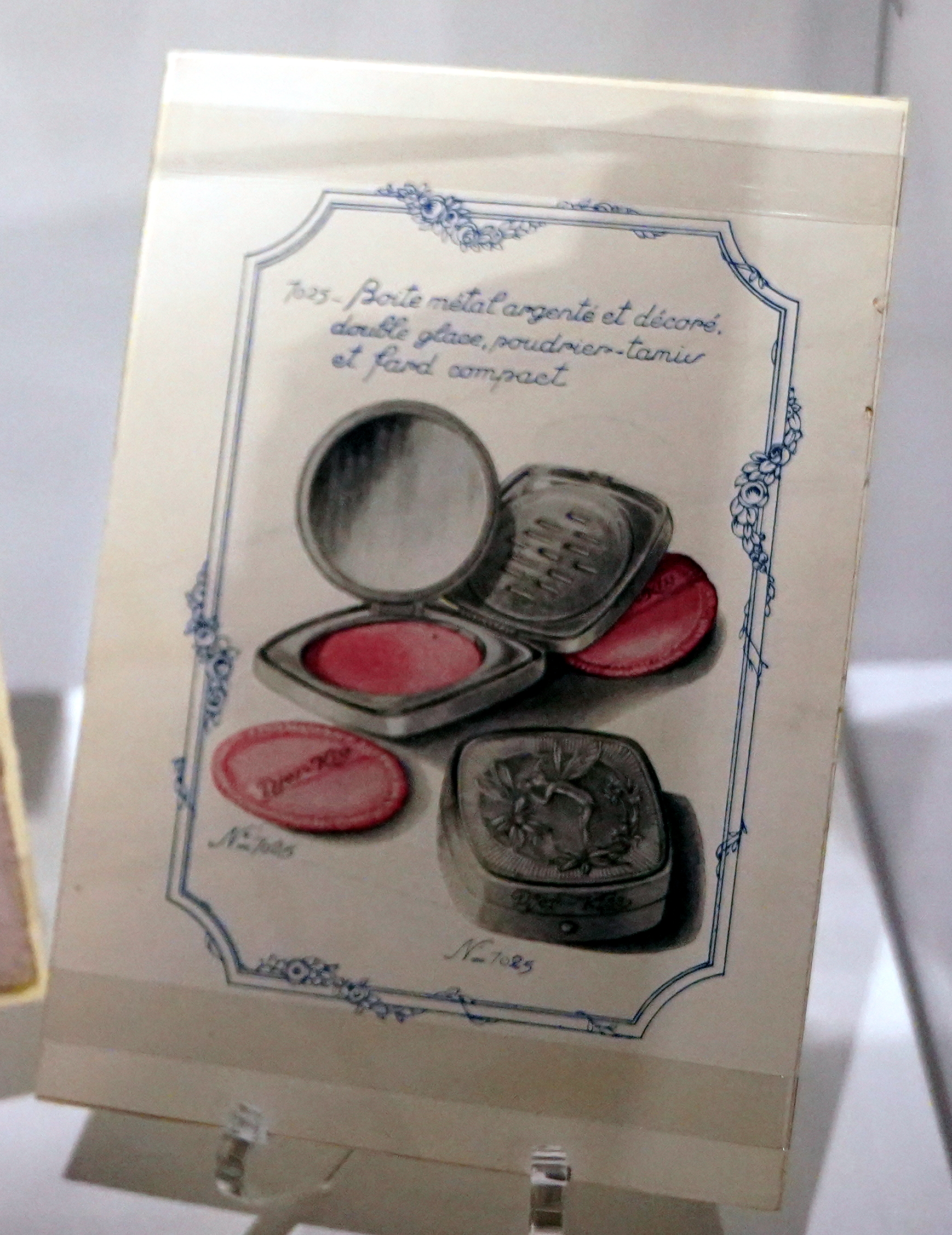
Catalogue.
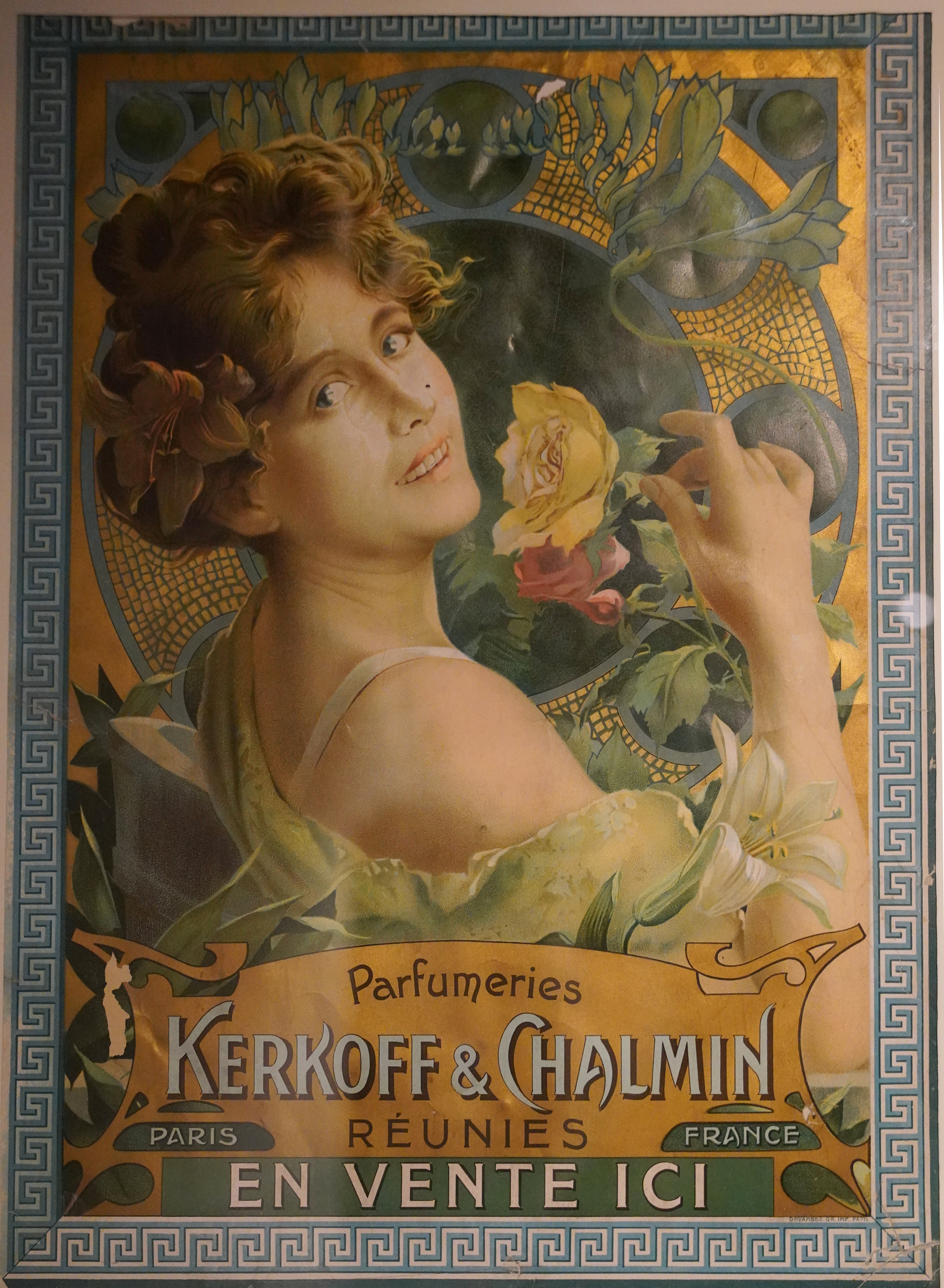
Association Chalmin et Kerkoff.
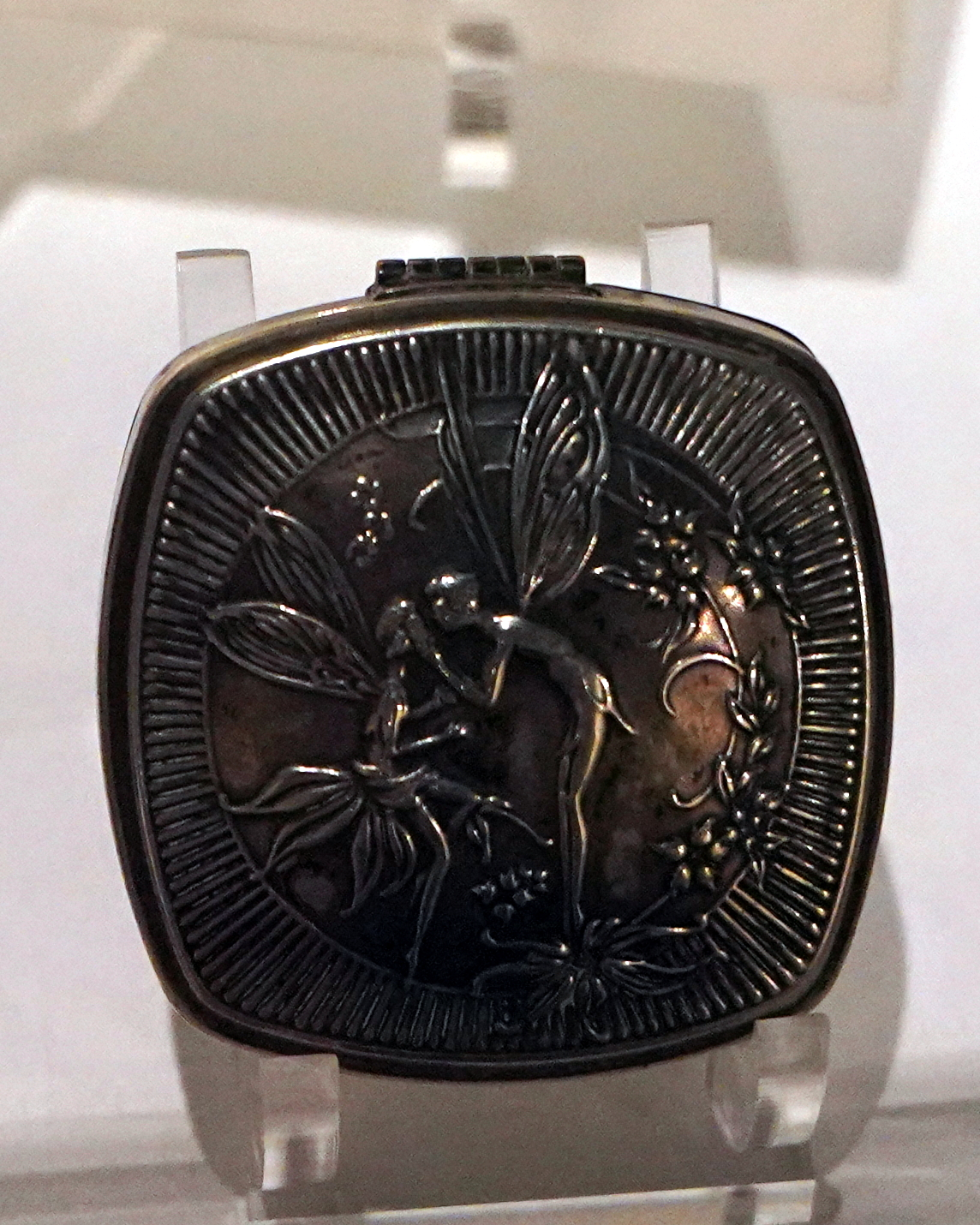
Poudrier art déco.